# Masakazu Yoshioka
Masakazu Yoshioka (吉岡 雅和 Yoshioka Masakazu?), född 9 mars 1995 i Nagasaki prefektur, är en japansk fotbollsspelare.
Yoshioka började sin karriär 2017 i V-Varen Nagasaki. 2018 blev han utlånad till Kataller Toyama. Han gick tillbaka till V-Varen Nagasaki 2019.